# Чоп
Чоп (укр. Чоп, венг. Csap, словац. Čop, нем. Tschop) — город в Ужгородском районе Закарпатской области Украины, административный центр Чопской городской общины. Транспортный узел на границе с Венгрией и Словакией. Самый западный город Украины.

## История
Впервые в документах Чоп упоминается в 1281 году, но на протяжении многих веков он развивался очень медленно. В 1872 году была построена железнодорожная линия Дебрецен — Мукачево, и Чоп становится железнодорожной станцией.
После распада Австро-Венгрии село отошло к Чехословакии. После провозглашения Венгерской советской республики в марте 1919 года в Чопе находился так называемый революционный директориум Ужского комитата, так как Ужгород был захвачен чехословацкими войсками. В апреле 1919 году под Чопом произошло сражение отрядов Венгерской Красной армии с войсками интервентов.
В 1924 году во время выборов в чехословацкий парламент 60 % избирателей отдали свои голоса коммунистам, за что Чоп был прозван «красным гнездом».

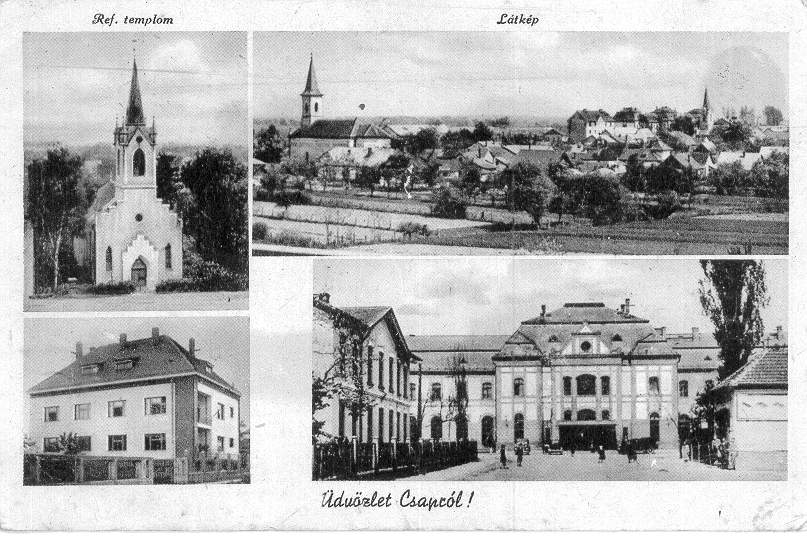
Чоп в 1939—1941 годах

Во время Второй мировой войны Чоп был сильно разрушен. 23 ноября 1944 года войска 4-го Украинского фронта освободили город. В мирные годы Чоп был быстро восстановлен.
В июне 1945 года Чоп с окрестностями были присоединены к УССР, хотя до этого эта территория не входила в состав Подкарпатской Руси, а была частью территории Словакии. Так как Чоп был важным железнодорожным узлом, советская сторона настояла на передаче Чопа и около 250 км² словацкой территории Закарпатской области Украине. В качестве компенсации к Словакии отошло село Лекаровце с окрестностями.
В 1957 году Чоп получил статус города районного значения.
В 1977 году здесь действовали предприятия по обслуживанию железнодорожного транспорта, кирпично-черепичный завод и швейный цех Ужгородской текстильно-галантерейной фабрики.
В январе 1989 года численность населения составляла 9639 человек, основой экономики города в это время являлись предприятия по обслуживанию железнодорожного транспорта.
В мае 1995 года Кабинет министров Украины утвердил решение о приватизации находившихся в городе птицефабрики и предприятия материально-технического обеспечения, в июле 1995 года было утверждено решение о приватизации приграничного экспортно-импортного пункта.
С 15 мая 2003 года имеет статус города областного значения.

## Население
По состоянию на 1 января 2022 года численность населения составляла 8626 человека. В 2023 году 2133 вынужденных переселенцев живут в городе.
По данным переписи 2001 года, украинцы составляли 48,08 % населения города, венгры — 39,41 %, русские — 8,33 %, цыгане — 2,32 %.

### Языковой состав
Родной язык населения по данным переписи 2001 года:
| Язык       | Численность, чел. | Доля     |
| ---------- | ----------------- | -------- |
| Украинский | 4109              | 46,33 %  |
| Венгерский | 3683              | 41,52 %  |
| Русский    | 1029              | 11,60 %  |
| Другое     | 49                | 0,55 %   |
| Итого      | 8870              | 100,00 % |

Украинский язык является официальным и основным языком города.
По данным Государственной службы статистики Украины в 2024/25 учебном году из 69 684 получающих общее среднее образование в городских образовательных учреждениях Закарпатской области 63 677 (91,38 %) получали образование на украинском, 5 507 (7,90 %) — на венгерском, 381 (0,55 %) — на румынском, 119 (0,17 %) — на словацком.

## Экономика
В Чопе имеется крупное вагонное депо, механизированная дистанция погрузочно-разгрузочных работ, пункты технического осмотра вагонов и перестановки их с колеи 1435 мм на колею 1520 мм (и обратно), локомотивное депо, автомобильный завод компании «Шкода», лыжная фабрика и другие предприятия.
Кирпично-черепичный завод снесли.
Чоп — важный железнодорожный узел, относящийся к Ужгородскому отделению Львовской железной дороги. Здесь осуществляется перегрузка грузов с вагонов европейской колеи 1435 мм на вагоны широкой колеи 1520 мм и наоборот, замена тележек на пассажирских вагонах, следующих через границу, пограничный и таможенный контроль международных поездов.
Станция Чоп электрифицирована постоянным током 3 кВ — как и все наиболее загруженные железные дороги Закарпатья. Непосредственно от станции Чоп железнодорожные пути расходятся в 4 направлениях:
На запад от Чопа — в Словакию (пограничная станция Чиерна-над-Тисой) — отходит двухпутная линия, электрифицированная постоянным током 3 кВ. По ней ходят международные поезда и вагоны на Кошице, Братиславу, Вену, Прагу и некоторые другие европейские города, а также челнок через границу (локомотив и подвижный состав словацкие).
На юг от Чопа — в Венгрию (ближайшая станция Захонь) — отходит двухпутная неэлектрифицированная линия (сама станция Захонь и пути, идущие далее от неё, электрифицированы переменным током 25 кВ, что принято на железнодорожной сети в Венгрии). По этой ветке ходят международные поезда на Будапешт и челнок через границу.
На восток от Чопа — в Центральную Украину — отходит двухпутная электрифицированная линия на Львов, и это главный карпатский ход через Воловецкий перевал. После Батьёво трасса поворачивает на север — на Мукачево, и далее идёт через Бескидский тоннель и Стрый. Именно по этому железнодорожному коридору ходит основная часть товарных, пассажирских и пригородных поездов, пересекающих Карпаты.
От этой магистральной трассы есть ответвление на юг — в Румынию (ближайшая станция Халмеу) — от станции Батьёво на восток уходит однопутная неэлектрифицированная линия на Королёво — Солотвино, от которой непосредственно перед станцией Королёво на юг отворачивает ветка на Халмеу через пограничную станцию Дьяково.
Параллельно путям широкой колеи до станции Королёво проложен также путь европейской колеи, а далее на участке Королёво — Дьяково — Халмеу (Румыния) уложена четырёхниточная совмещённая колея 1435 мм / 1520 мм. Таким образом европейские составы могут проследовать территорию Украины транзитом без перевалки или смены колёсных пар.
На север от Чопа — второй ход, пересекающий Карпаты через Ужокский перевал — отходит однопутная электрифицированная линия на Ужгород, которая далее через несколько тоннелей и Самбор доходит до Львова. По ней ходят некоторые пассажирские поезда и электропоезда.
В Чопе находятся 3 пункта перехода — железнодорожный в Словакию (Страж), а также железнодорожный и автомобильный (Тиса и Дружба) в Венгрию.
В 2016 году министр иностранных дел Словакии Мирослав Лайчак сообщил о намерении Словакии и Украины открыть автомобильный пункт перехода в Словакию между Чьерной-над-Тисоу и селом Соломоново на западной окраине Чопа.
В Чопе заканчивается Автодорога М 06, ведущая из Киева.

## Галерея

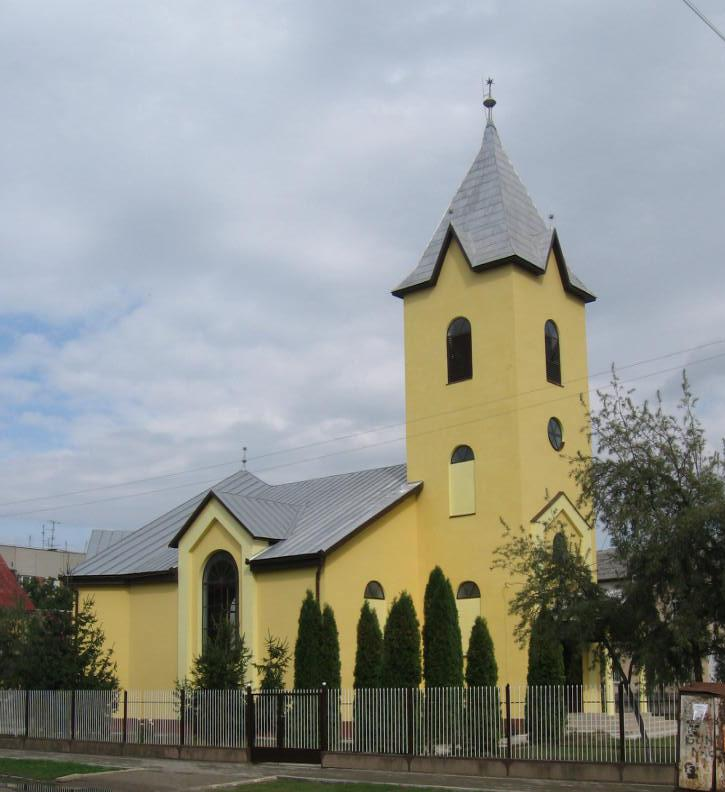
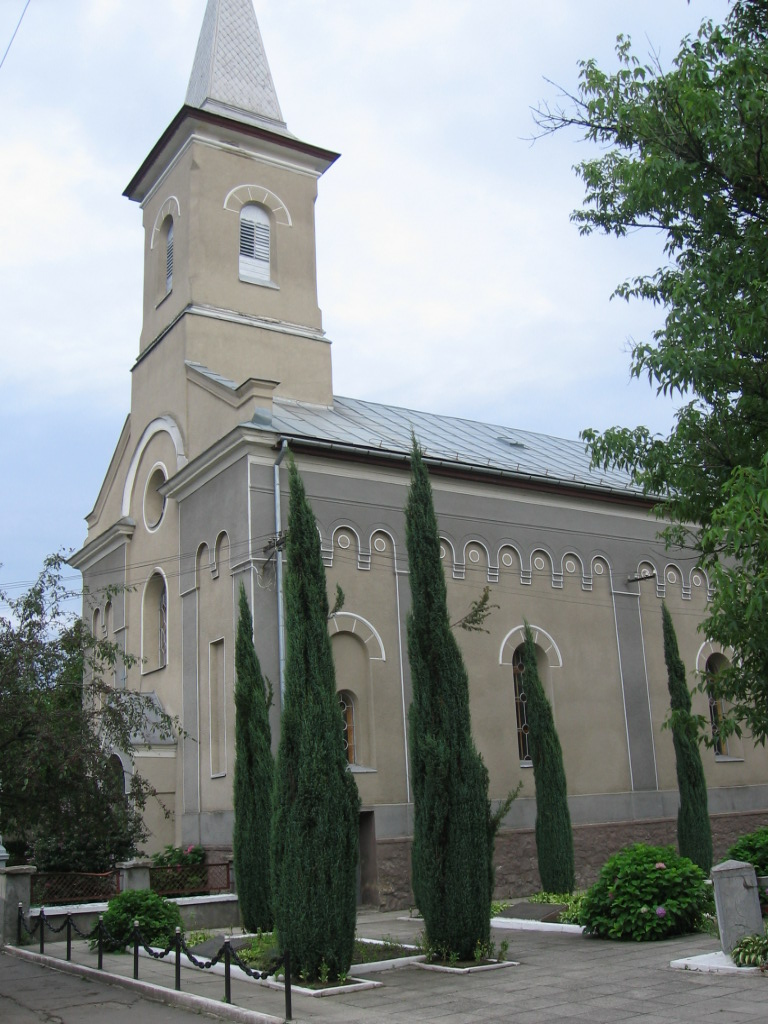
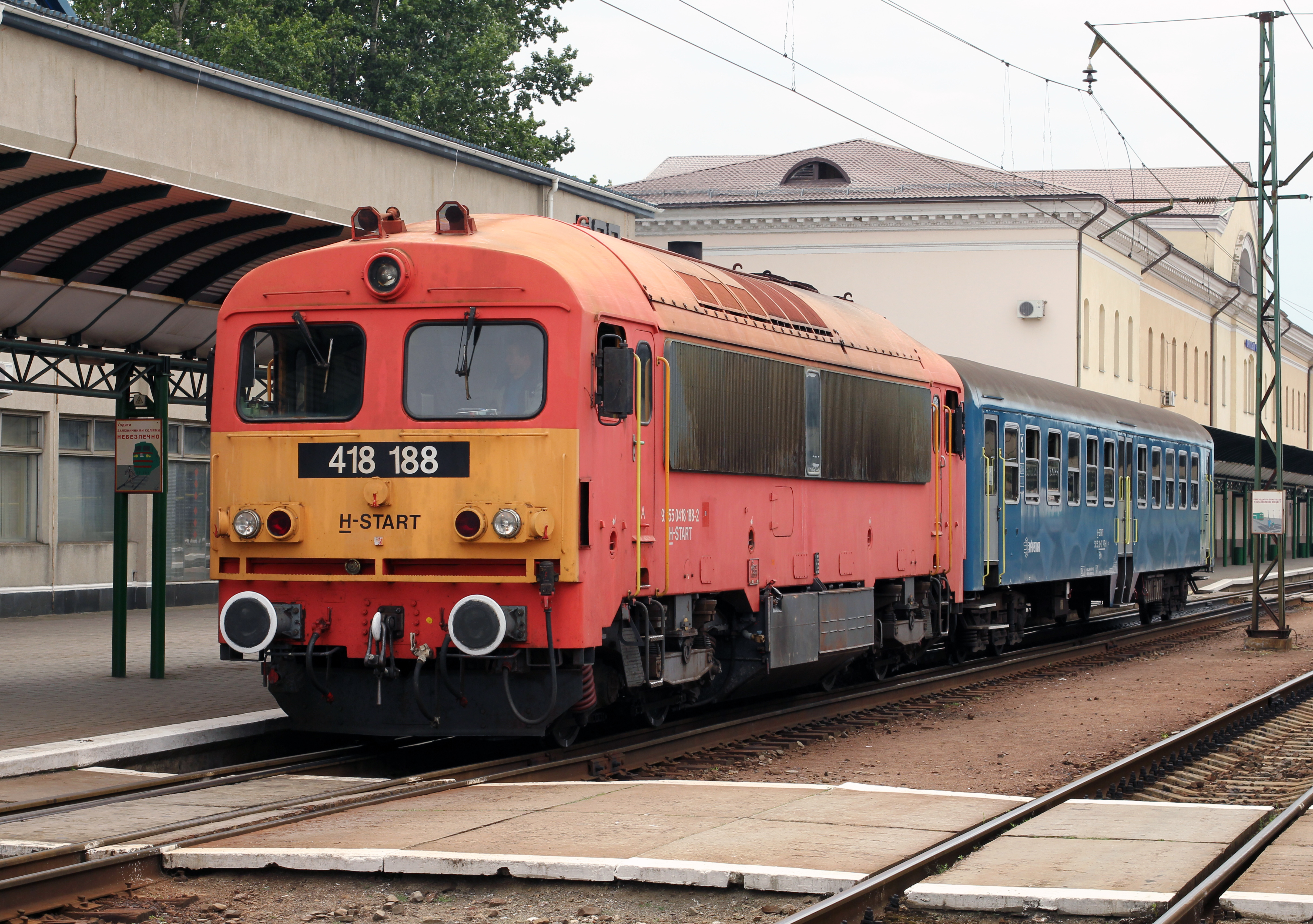
Перрон
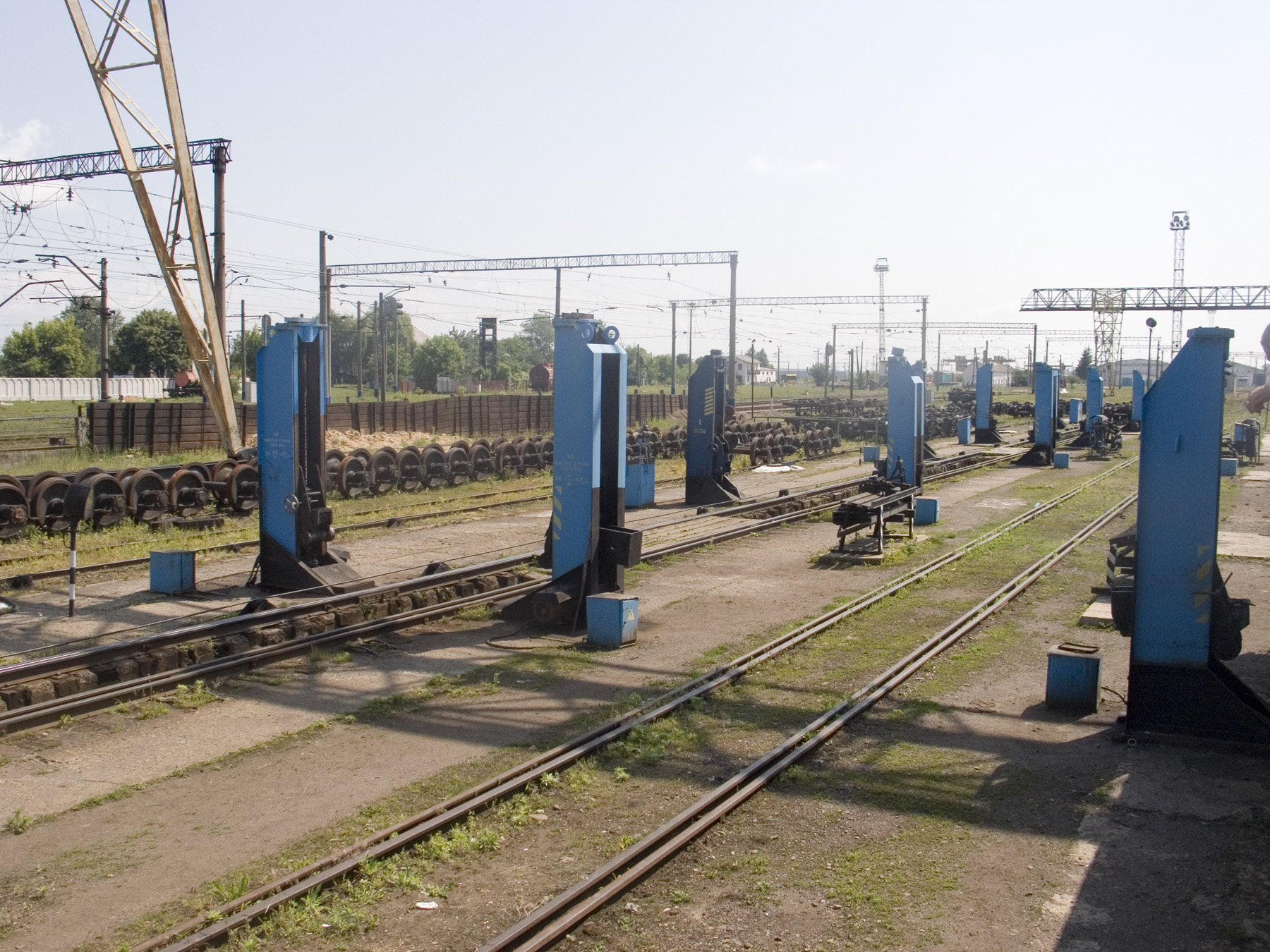
Пункт перестановки (тележек вагонов колеи 1435 мм/1520 мм)
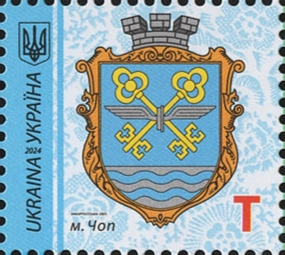
Стандартная марка Почты Украины 2024 года